# Meta Kraus-Fessel
Meta Kraus-Fessel (geboren als Meta Fessel; * 6. August 1884 in Przytullen; † 1940 in New York) war eine deutsche Anarchistin, Kommunistin, Journalistin, Beamtin, Sozialexpertin und Sexualwissenschaftlerin.

## Leben
Meta Fessel wurde als Tochter eines Gutsbesitzers in der damaligen Provinz Preußen im deutschen Kaiserreich. Heute gehört das Gebiet zur Woiwodschaft Ermland-Masuren in Polen. Während des Ersten Weltkriegs arbeitete sie von 1914 bis 1918 am Städtischen Fürsorgeamt bei der Beratungsstelle für Kriegsinvaliden und Hinterbliebene in Frankfurt am Main. Dort lernte sie ihren späteren Mann Siegfried Kraus (* 1880 in Wien) kennen, von dem sie sich allerdings kurz nach der Hochzeit wieder trennte.
Ab dem 1. Oktober 1919 war sie als erste Frau Beamtin im  preußischen Ministerium für Volkswohlfahrt. Im Jahr 1922 wurde sie zur Regierungsrätin ernannt. Sie leitete die Abteilung für Kleinkinderfürsorge und für die Fürsorge für die sittlich gefährdete weibliche Jugend. 1924 ging sie in den einstweiligen Ruhestand.
Politisch wurde sie zuerst SPD-Mitglied. Im Jahr 1919 wechselte sie in die Kommunistische Partei Deutschlands. Dort war sie in der 1921 gegründeten Internationalen Arbeiterhilfe tätig und war 1924 Mitbegründerin der Roten Hilfe. In der Zeit war sie Mitarbeiterin von Magnus Hirschfeld. Von der offiziellen Parteilinie der stalinistischen KPD wandte sie sich mehr und mehr ab und wurde Anhängerin des Anarchismus. Sie kümmerte sich unter anderem nach der Ermordung des Anarchisten Erich Mühsam um dessen Witwe Zenzl, mit der sie sich allerdings bald zerstritt.
Nach der Machtergreifung durch die Nationalsozialisten emigrierte sie nach Wien. Im Jahr 1938 half sie Max Nettlau bei seiner Flucht nach Amsterdam. Sie selbst flüchtete im selben Jahr in die USA, wo sie unheilbar erkrankt im Jahr 1940 Suizid beging.

## Nachleben
Inge Helm veröffentlichte im Jahr 2008 eine Doppelbiografie über ihre Großmutter Hedwig Clara Schiemann und deren lebenslange Freundin Meta Kraus-Fessel. In dieser findet sich die Information, dass Zenzl Mühsam die Biografie Der Leidensweg Erich Mühsam nicht selbst erstellt hatte. Diese war das Werk von Meta Kraus-Fessel und wurde gegen den Willen der wirklichen Autorin von der Roten Hilfe veröffentlicht. Kraus-Fessel wollte verhindern, dass der Anarchist Erich Mühsam von der stalinistischen KPD vereinnahmt würde.

## Werke
- mit Siegfried Kraus: Die Organisation und die Tätigkeit des Städt. Fürsorgeamtes für Kriegshinterbliebene in Frankfurt, Frankfurt am Main, H. L. Brönner, 1919[3]
- Polizei-Terror gegen Kind und Kunst : Dokumente zur Geschichte der sozialen Republik Deutschlands, Berlin, Mopr Verlag, 1927[4]